# 膀胱
膀胱（urinary bladder），部分地区称尿脬，是动物用于贮尿的中空肌性囊状器官，在排尿前储存肾脏产生的尿液。人类的膀胱位于骨盆底部。尿液通过输尿管进入膀胱，然后经尿道排出。正常成年人的膀胱容量平均为350－500毫升，最大容量为800毫升。

## 结构
人类的膀胱是位于骨盆底部的中空肌性器官。在解剖学上，膀胱可分为尖、体、底和颈四部。膀胱尖朝向耻骨联合上部，由此沿腹前壁至脐之间有脐正中韧带。腹膜由膀胱尖延伸至腹壁，形成脐正中襞。膀胱的后面朝向后下方，呈三角形，称为膀胱底。膀胱的最下部称为膀胱颈，包围通向尿道的尿道内口。男性的膀胱颈与前列腺毗邻，女性的膀胱颈与盆膈相邻。女性膀胱的最大容量低于男性。
膀胱有三个开口，分别为左、右输尿管口和尿道内口。两条输尿管经输尿管口进入膀胱。输尿管开口处有粘膜瓣，可起到防止尿液回流进入输尿管而发生膀胱输尿管返流的作用。两输尿管口之间的皱襞称为输尿管间襞。膀胱底内面有一呈三角形的区域，位于两输尿管口与尿道内口之间，称为膀胱三角。此处的膀胱黏膜始终保持平滑，以便尿液流出。
膀胱壁收缩时，膀胱内面的黏膜聚集成皱襞，称为膀胱襞。膀胱壁的肌层为逼尿肌，由平滑肌纤维以螺旋、纵向和环形三种方式排列而成。逼尿肌收缩时可促进排尿，膀胱充盈时逼尿肌保持舒张。膀胱壁的厚度通常为3－5毫米，充盈良好时厚度通常小于3毫米。

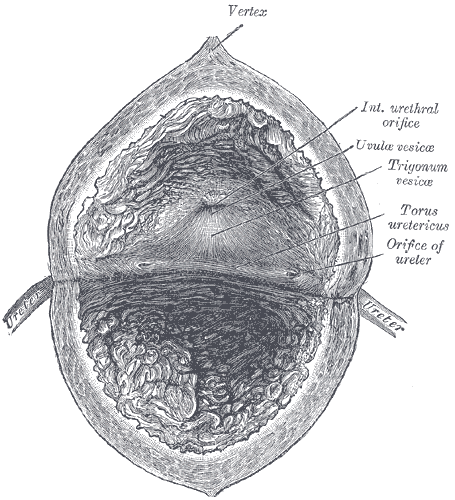
膀胱结构图
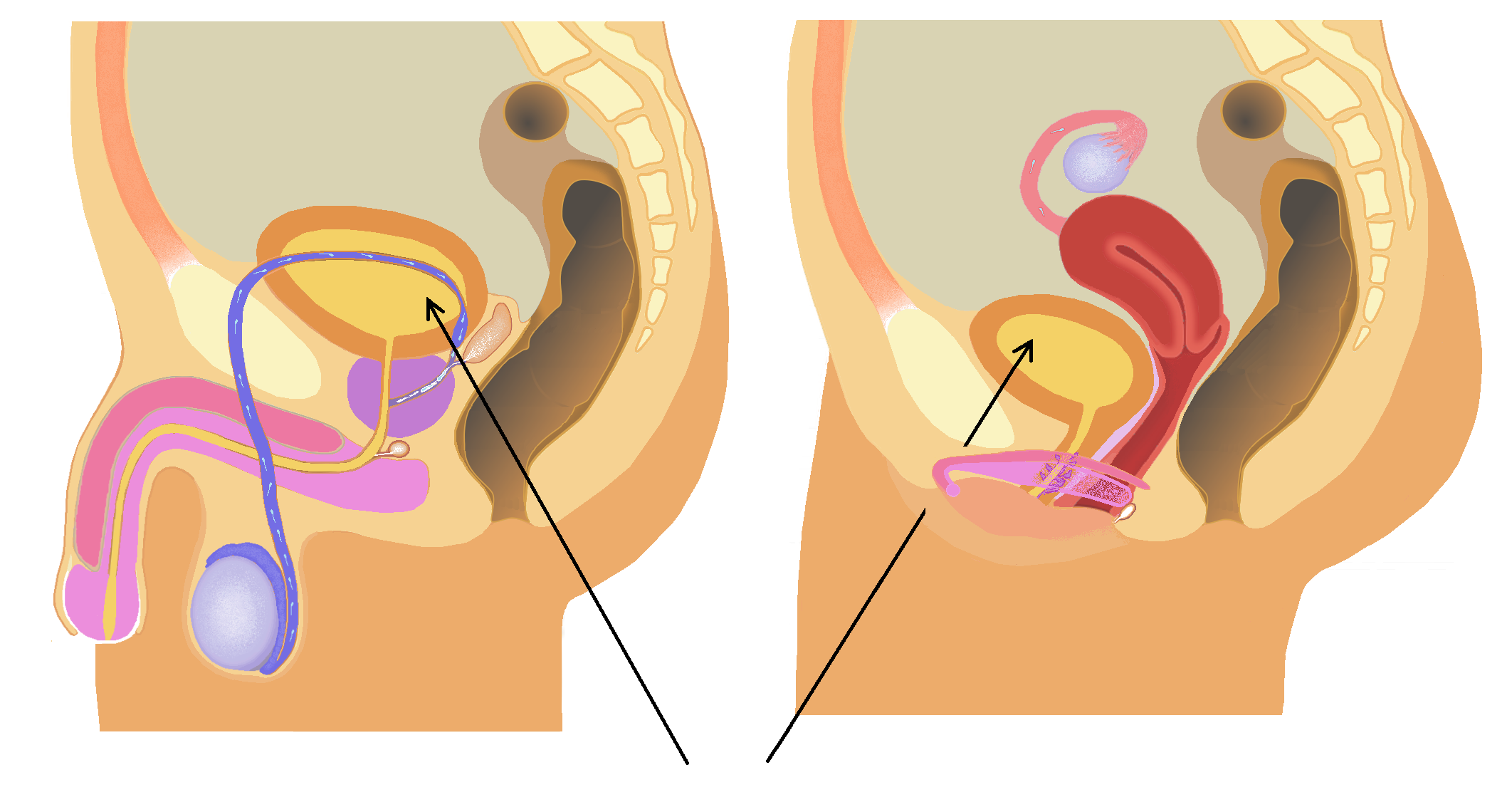
男性、女性膀胱位置

### 毗邻
男性的前列腺位于尿道口外侧，此处的膀胱组织受前列腺中叶推挤形成隆起，称为膀胱垂。当前列腺增生时，这一隆起将会扩大。
膀胱位于腹膜腔以下。男性的膀胱位于直肠前方，与直肠由直肠膀胱陷凹相隔，由肛提肌与前列腺的结缔组织支撑；女性的膀胱位于子宫、阴道前方，与子宫由膀胱子宫陷凹相隔，由肛提肌与阴道的上部支撑。

### 血液供应与淋巴引流
动脉血液经髂内动脉进入膀胱上、下动脉，分别向膀胱的上、下部供血。在女性体内，子宫动脉和阴道动脉亦可向膀胱供血。膀胱的静脉引流开始于膀胱下侧表面的毛细血管网，静脉血汇入膀胱静脉丛，之后流入髂内静脉。
由膀胱产生的淋巴液进入位于膀胱粘膜层、肌层和浆膜层的毛细淋巴管网，然后汇入三组淋巴管，一组在膀胱底部靠近膀胱三角处排出；一组从膀胱顶部排出；另一组从膀胱外表面下部排出。这些淋巴管大部分汇入髂外淋巴结。

### 神经支配
膀胱接受交感神经与副交感神经的支配，实现器官的感觉与运动功能。其运动性神经纤维来自上、下腹下丛的交感神经与盆内脏神经的副交感神经。
感染、结石造成的牵张或炎症可刺激膀胱产生神经兴奋，信号主要通过副交感神经传导。信号到达骶神经S2－S4后通过脊髓背柱传导至大脑。

### 组织学结构
在显微镜下观察，可见膀胱结构分为黏膜、肌层与外膜。
膀胱上皮被为尿路上皮，是一种由三到六层细胞构成的变移上皮。细胞表面有一层含糖萼的黏膜，可保护细胞免受尿液侵蚀。上皮细胞位于基底膜与固有层之上。黏膜还构成了尿路上皮血－尿屏障，可避免感染。
肉眼下可见肌层由内纵行、中环形和外纵行三层平滑肌纤维构成，它们共同构成逼尿肌。
膀胱顶部的外膜为漿膜，其余处多为疏松结缔组织。

### 发育
发育中胚胎的后端有一泄殖腔。胚胎发育的第四周到第七周，泄殖腔分隔为腹侧的尿生殖窦和背侧的原始直肠。两腔之间形成的壁称为尿直肠隔。尿生殖窦分为三段，上部最大，发育为膀胱，中部成为尿道，下部则根据胚胎的生物性别而变化。
人类膀胱起源于尿生殖窦，最初与尿囊相延续。膀胱的上部与下部独立发育，在发育中期互相连接。此时输尿管从中肾管移至膀胱三角。婴幼儿的膀胱位于腹腔。

## 功能
由肾产生的尿液，在排尿前因两侧输尿管的引流聚集在膀胱中。尿液通过尿道离开膀胱。尿道是单一的肌性管道，末端有尿道口，尿液在尿道口离开机体。排尿涉及肌肉的协调运动，其中包含脊髓反射，亦受大脑、脑桥的排尿中枢等高级中枢调控。在排尿过程中，逼尿肌收缩，尿道外括约肌和会阴肌舒张，使尿液通过尿道排出体外。
当膀胱内贮尿量达到300－400毫升时，一些受体会被激活，从而使机体产生排尿冲动。随着尿液的累积，膀胱襞变平，膀胱壁随其伸展而变薄，使得膀胱在储存更多尿液的情况下内部压力不发生明显上升。
当膀胱扩张时，膀胱中的牵张感受器向副交感神经发出信号，激活逼尿肌中的M受体，促进逼尿肌收缩、尿道括约肌舒张，故可促进排尿。逼尿肌的收缩主要由M3受体介导。逼尿肌中分布密度更高的M2受体发挥次要作用。
膀胱的松弛主要依靠腺苷酸环化酶cAMP通路，由肾上腺素受体β3激活。肾上腺素受体β2也存在于逼尿肌中且数目更多，但其舒张逼尿肌的功能较弱。

## 临床意义

### 感染与炎症

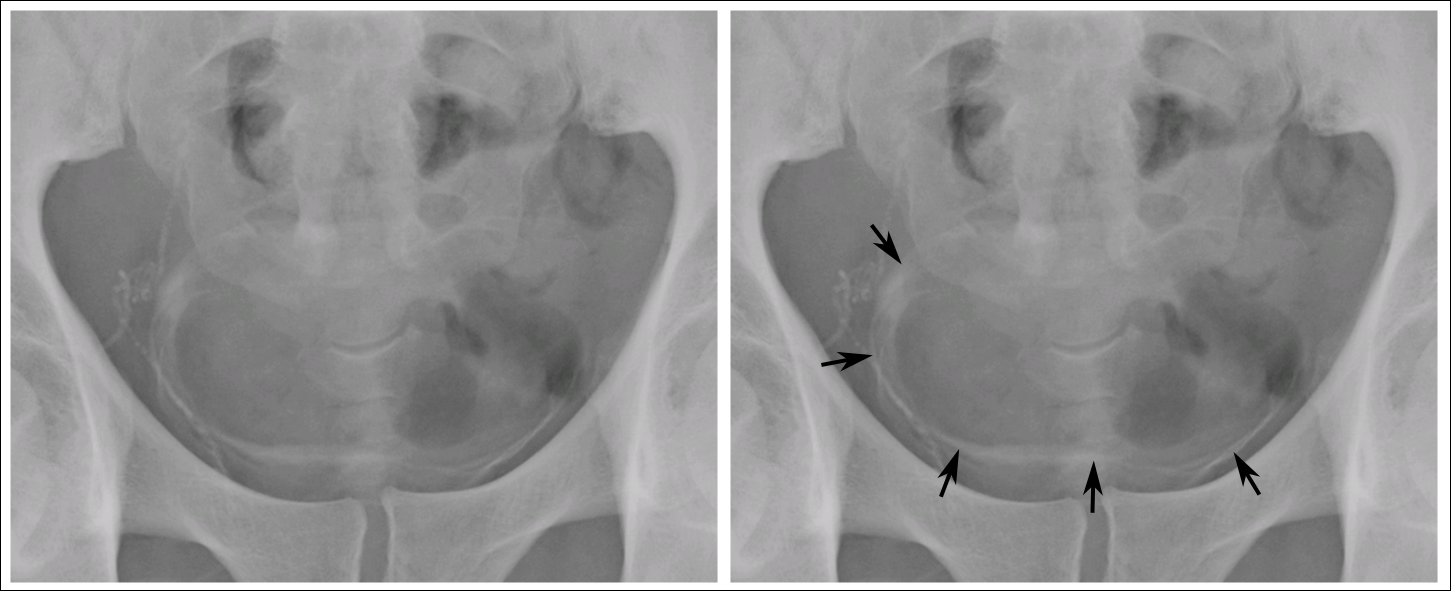
X射线成像下观察到的膀胱壁钙化

当泌尿道感染波及膀胱时将会引发膀胱炎。由于成年女性尿道较短，这种疾病更多见于女性。男童与患前列腺肥大、尿潴留的老年人亦常患此病。其他危险因素包括：前列腺癌或膀胱输尿管反流引起的尿道阻塞或狭窄、使用导尿管、导致排尿困难的神经系统疾病。膀胱的感染可引起下腹部疼痛（指耻骨联合以上部位常发于排尿前后的疼痛），也会导致尿频与尿急。感染通常由细菌引起，最常见者是大肠杆菌。
当怀疑泌尿道感染时，医生可能要求患者提供尿液样本。通过检查尿液中的白细胞或硝酸盐含量可判断感染是否发生。尿液样本也可能用于微生物培养和药物敏感性评估。进一步检查可能包括通过电解质、肌酐含量评估肾脏功能、通过超声波检查肾道是否存在阻塞或狭窄、通过直肠指诊检查前列腺是否肥大。
通常使用口服抗生素来治疗膀胱炎。感染严重者可能需要静脉注射抗生素治疗。

### 尿频、尿失禁与尿潴留
尿频即每天小便次数超过八次。产尿过多、膀胱容量小或膀胱排空不完全可能导致尿频。患前列腺肥大的男性常常尿频。尿频可能会导致失禁。排尿频率和尿量在正常情况下符合昼夜节律，但膀胱的过度活动会干扰这一节律。尿路动力学可以用于解释这一症状。膀胱活动不足是神经性膀胱功能异常的主要症状，会导致排尿困难。夜间的尿频则可能提示膀胱结石。

### 癌症

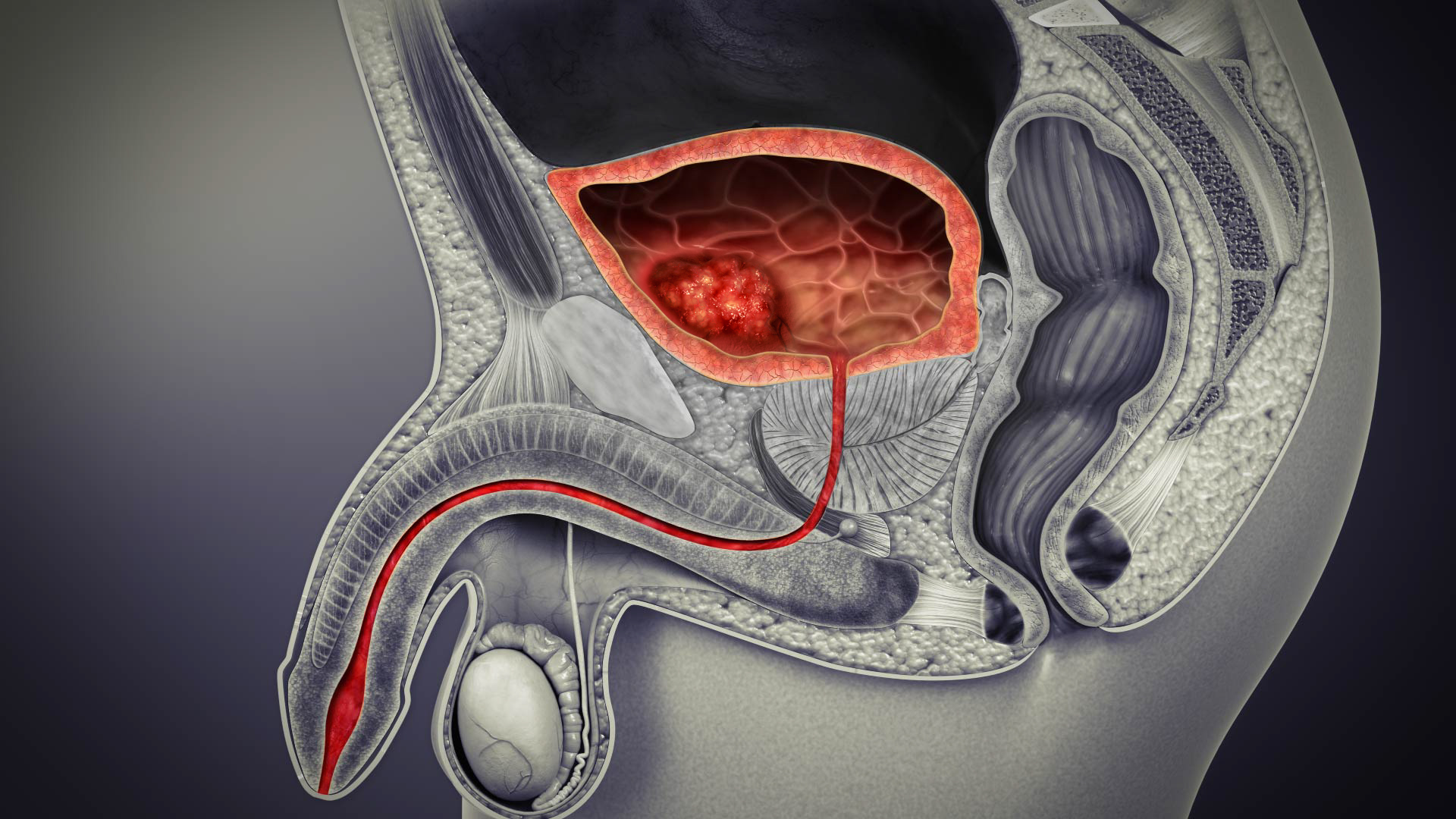
膀胱壁肿瘤示意图

膀胱癌常是尿路上皮细胞癌，多见于年龄超过40岁的男性，危险因素包括吸烟、接触含芳香胺和醛类物质的染料等。癌症发生时，患者最常见的症状是血尿。除晚期癌症外，患者的体格检查可能正常。若尿道内壁细胞因结石或血吸虫病等慢性炎症而发生变化，亦可有鳞状细胞癌出现。
检查通常包括尿液样本恶性细胞镜检，即细胞学检查，以及CT或超声波尿路造影等影像学检查。膀胱镜可查看病变并进行组织活检。其他身体部位的CT扫描可寻找转移性癌变。
膀胱癌治疗方法取决于癌症分期。仅存在于膀胱的肿瘤可以通过膀胱镜手术切除并注射丝裂霉素治疗。高度恶性的肿瘤可在膀胱壁内注射卡介苗治疗，效果不明显时需手术切除。侵犯膀胱壁的癌症可以通过根治性膀胱切除术进行治疗，这一手术需将输尿管连接至体外的造口袋。膀胱癌的预后因癌症分期和分级而有显著差异，通常不侵犯膀胱壁的乳头状瘤预后较好。

### 医学检查
用于检查膀胱的医学检查手段包括血液检查、尿液检查等。例如，白细胞数目上升可能提示膀胱炎症。亦可采取CT、MRI或超声波等方式对膀胱进行影像学检查。膀胱镜可用于对膀胱壁的直接观察、组织活检。尿路动力学检查则有助于医生了解患病原因与机理。

## 其他动物

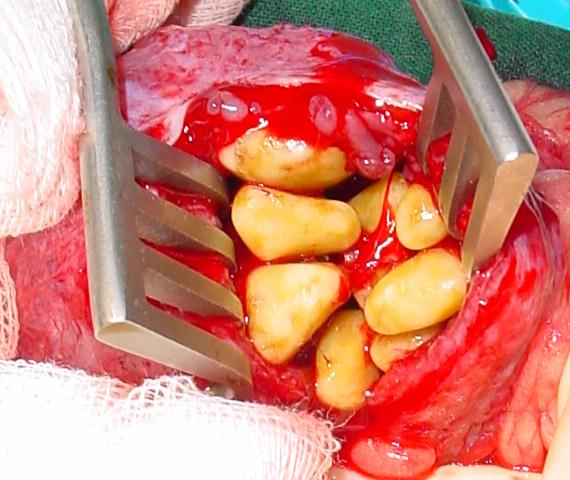
狗膀胱结石

### 哺乳动物
所有哺乳动物都拥有膀胱。膀胱的发育始于胚胎泄殖腔。在绝大多数情况下，泄殖腔最终会分化为腹侧的尿生殖窦和背侧的原始直肠。无此分化现象的哺乳动物仅有鸭嘴兽和针鼹，这两种动物成年期仍保留有泄殖腔。
鲸目动物（如鲸鱼和海豚）的膀胱比陆地哺乳动物的膀胱小得多。

### 爬行动物
爬行动物的排泄物均流入泄殖腔。一些爬行动物泄殖腔的中腹壁在膀胱处有开口。这一结构存在于所有的海龟、陆龟以及大多数蜥蜴体内，但巨蜥体内无此结构。蛇和鳄鱼体内亦不存在此结构。:474
许多海龟、陆龟和蜥蜴拥有占体重比较高的膀胱。查尔斯 · 达尔文指出，加拉帕戈斯象龟的膀胱可以重达体重的20%。这种结构是适应偏远岛屿和缺水沙漠等环境的结果。生活在沙漠中的爬行动物拥有巨大的膀胱，可以长期储水，有助于其机体渗透压的调节。
龟有两个或两个以上的副膀胱，位于膀胱颈侧和耻骨背侧，占据一大部分体腔。它们的膀胱通常分为左右两部。右侧部分位于肝脏下方，这样可以避免大结石留于该侧。

### 两栖动物
大多数水栖和半水栖两栖动物都拥有膜性的皮肤，允许它们直接通过皮肤吸收水分。一些半水栖动物也有类似的可渗透膀胱膜。因此，他们的尿液排出率往往很高，以抵消这种高水分摄入，同时尿液中含盐量很低。膀胱有助于这些动物保留盐分。有些水生两栖动物，如爪蟾，可停止重吸收水以避免摄入过多水分。对于陆栖两栖动物，脱水会导致尿量减少。
两栖动物的膀胱通常高度膨胀，一些陆栖蛙类和蝾螈的膀胱可能占其体重的20%至50%。

### 鱼类
尽管大多数硬骨鱼类有帮助消除体内氨的鳃，它们仍拥有一个用于储存废液的膀胱。硬骨鱼的膀胱可渗透水分，其中咸水鱼类的膀胱渗透功能更强。:219大多数鱼还拥有鳔，但其除膜性质类似外与膀胱无关。泥鳅、沙丁鱼和鲱鱼是少数几种膀胱发育不良的鱼类。无鳔的鱼类膀胱体积最大，位置通常位于输卵管前、直肠后。

### 鸟类
几乎所有的鸟类都没有膀胱。鸟类的输尿管开口于泄殖腔，泄殖腔充当储存尿液、粪便和卵的容器。

### 甲壳动物
与脊椎动物的膀胱不同，甲壳动物的膀胱既储存尿液，也会改变尿液成分。膀胱由两组侧叶和中央叶组成。中央叶靠近消化器官，侧叶沿其体腔的前部和两侧延伸。其膀胱由薄上皮细胞构成。

## 文化

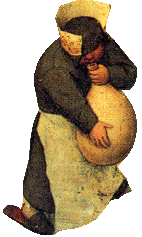
老彼得·勃鲁盖尔画作中持猪膀胱的儿童

人类通过屠宰动物获取的膀胱有许多用途。例如，膀胱是最早用于储存和运输液体、奶酪甚至文件的容器之一。欧洲的一些传统香肠和肉菜会使用动物膀胱包裹。在中世纪，人们有时会用覆盖着猪膀胱的木框替代玻璃窗。
儿童会把晒干或风干的膀胱当作玩具。例如，英国国王亨利八世喜欢用猪膀胱作为足球、农村的儿童会将风干的猪膀胱当作早期的气球。1687年的一个宴会食谱上曾介绍过这样的食品：在一个猪膀胱内装入约25个鸡蛋黄，然后将其浸入沸水中使蛋黄变成固体；将所得球体放置在更大的膀胱中，囊中装满蛋清；再次浸入沸水中使蛋清凝固，制成“巨蛋”。
在古代中国，蹴鞠运动一度较为流行。唐代曾出现过用充气动物膀胱作为鞠球内胆的制作工艺，促进了这一运动的发展。
由于丹麦宫廷礼仪禁止客人在皇帝面前起立，天文学家第谷·布拉赫曾在1601年10月13日皇帝举办的宴会上膀胱破裂。他在十天后去世，原因可能为膀胱感染。
19世纪前，因饮食引起的膀胱结石是一种常见病。由于希波克拉底誓言禁止医生对其进行治疗，因此出现了独立的碎石师职业。其中最著名的代表是约翰·安德烈亚斯·艾森巴特。
爱斯基摩人认为膀胱是灵魂所在之处。因此，他们全年都要从被猎杀的海豹身上收集膀胱。在每年一次的“膀胱节”上，人们装饰膀胱后将它们放入大海，使得海洋动物以此为养分繁衍，以便来年捕猎。